# John Bonham
John Henry Bonham "Bonzo" (Redditch, Worcestershire, 31. svibnja 1948. – Clewer, Berkshire, 25. rujna 1980.) je bio engleski bubnjar i član jedne od najpoznatijih rock grupa svih vremena Led Zeppelin. Bio je poznat po svom stilu sviranja, groove-u, populariziranjem triola u bubnjanju te smatra se jednim od najboljih bubnjara svih vremena.

## Rani život
John Bonham je rođen 31. svibnja 1948. godine u Redditchu u obitelji Joan i Jack Bonhama. Počeo je svirati s 5 godina praveći sebi bubanj od posuda za kavu, i pokušavao imitirati svoje idole poput Gene Krupa, Max Roach i Buddy Rich.
Kada je imao 10 godina dobio je doboš od svoje majke. S 15 godina otac mu je kupio prvi bubanj (Premier). Nikada nije imao lekcije iz sviranja bubnja, ali je dobivao savjete od drugih bubnjara iz Redditcha. Između 1962. i 1963. godine, dok je još pohađao školi, Bonham se priuključio prvim sastava - Blue Star Trio i Gerry Levene & the Avengers. Još dok je bio u školi, njegov je učitelj rekao da će završiti ili kao čistač ili kao milijunaš.
Kada je napustio školu 1964. godine, Bonham se priključio poluprofesionalnom sastavu Terry Webb and the Spiders, i tada je upoznao svoju buduću ženu Sam Phillips. Dvije godine poslije, priključio se blues grupi Crawling King Snakes u kojoj je pjevao Robert Plant .Još iz ranijih dana bio je dobar prijatelj s tada budućim bubnjarom Black Sabbath Billom Wardom. Godine 1967. Plant je osnovao Band of Joy i izabrao Bonhama za bubnjara. Američki pjevač Tim Rose im je na svojoj turneji po Britaniji ponudio da mu budu predgrupa na turneji.

## Led Zeppelin
Nakon raspada The Yardbirds, gitarista Jimmy Page je formirao novi sastav i pozvao Planta da bude pjevač, koji je predložio Bonhama za bubnjara. Pageovi odabiri za bubnjara su bili BJ Wilson iz Procol Haruma, Aynsley Dunbar, Clem Cattini,a spominjalo se da je na listi bio i Ginger Baker. Kada su 1968. godine u klubu u Hampsteadu Page i Peter Grant vidjeli Bonhama kada je svirao za Tim Rosea, uvjerili su se da je savršen za novi projekt prvo poznat kao New Yardbirds, a kasnije kao Led Zeppelin. Tijekom Zeppelinove prve turneje 1968. godine u Americi, upoznao je bubnjara grupe Vannila Fudge Carminea Appicea, koji ga je "upoznao" s bubnjem Ludwig koji je Bonham od tada svirao do smrti. Na kasnijim albumima Zeppelina svirao je funky, reggae i shuffle ritmove na pjesmama poput D'yer Maker, Fool in the Rain ili Royal Orleans. Njegov solo Moby Dick je znao trajati i po 30 minuta na kojem je svirao i dlanovima.

## Ostalo
Osim Zeppelina je svirao na pjesmama ili albumima od Screaming Lord Sutch, Jimmy Stevens, Lulu, Roy Wood, Paul McCartney i Wings... Pojavio se i u filmu Son of Dracula, gdje je svirao pjesmu Counte Downe's od Harry Nilsona.
Godine 1973. je bio kum Tony Iommi na njegovom vjenčanju.

## Smrt
Nakon što ga je pokupio asistant Rex King da prisustvuje probama za turneju po Sjevernoj Americi, Bonham je na stanci za doručak popio oko 16 časica vodke.
Nakon višesatnih proba, Bonham je otišao spavati. John Paul Jones ga je pronašao mrtvog, a uzrok smrti je bilo gušenje. Kasnije se utvrdilo da je popio oko 40 časica vodke (1 - 1.4 litre).
Kremiran je i njegov pepeo je pokopan na groblju u Rushocku. Radije nego da zamjene Bonhama ,Led Zeppelin su odlučili da prestanu svirati. To su potvrdili na press-konferenciji 4. prosinca 1980. godine.

## Obitelj
Imao je mlađeg brata Micka i mlađu sestru Deborah. Bio je oženjen za Pat Phillips i imali su dvoje djece Zoe i Jasona koji je također bubnjar i svirao je s poznatim grupama (UFO, Black Country Communion, Foreigner, Sammy Hagar)

## Oprema
Na početku svoje karijere je svirao Premier bubanj, ali se nakon turneje u Americi prebacio na Ludwig. Kroz važniji period karijere je reklamirao Ludwig bubanj. Hardware mu se sastojao od stalaka Rogers Swiv-O-Matic i Ludwigove Speed King pedale.
Koristio je također i Paiste činele i Remo opne.